# Carl August Zenker
Carl August Zenker, normiert Karl August Zenker (* 1830 in Obercunewalde; † 26. Juni 1889 in Dresden), war ein sächsischer Generalmajor.

## Leben und Wirken
Er war der Sohn des Rittergutsbesitzers Johann Gottlieb Zenker und Maria Dorotha Zenker geborene Kutschke. Nach dem Besuch der Gewerbe- und der Baugewerkenschule in Zittau trat er 1849 in den sächsischen Militärdienst ein und wurde noch im selben Jahr zum Offizier ernannt. Danach war er u. a. in Geithain stationiert.
Als Hauptmann nahm er 1866 am Deutschen Krieg und 1870/71 am Deutsch-Französischen Krieg teil. Aus Letzterem kehrte er mit dem vom König Johann verliehenen St.-Heinrichsorden für besondere Tapferkeit zurück.
Nach weiteren Beförderungen wurde er 1880 im Dienstrang eines Oberst Regimentskommandeur des 2. Feldartillerie-Regiments Nr. 28 in Dresden und außerdem Mitglied der sächsischen Artilleriekommission. 1886 erfolgte seine Versetzung in den einstweiligen Ruhestand mit gleichzeitiger Beförderung zum Generalmajor z. D.

## Familie
Er war zweimal verheiratet, zuletzt mit Elisabeth geborene Schnetger (1843–1896). Er hinterließ die in Geithain geborene Tochter Flora Zenker.